# François-Marie de Broglie

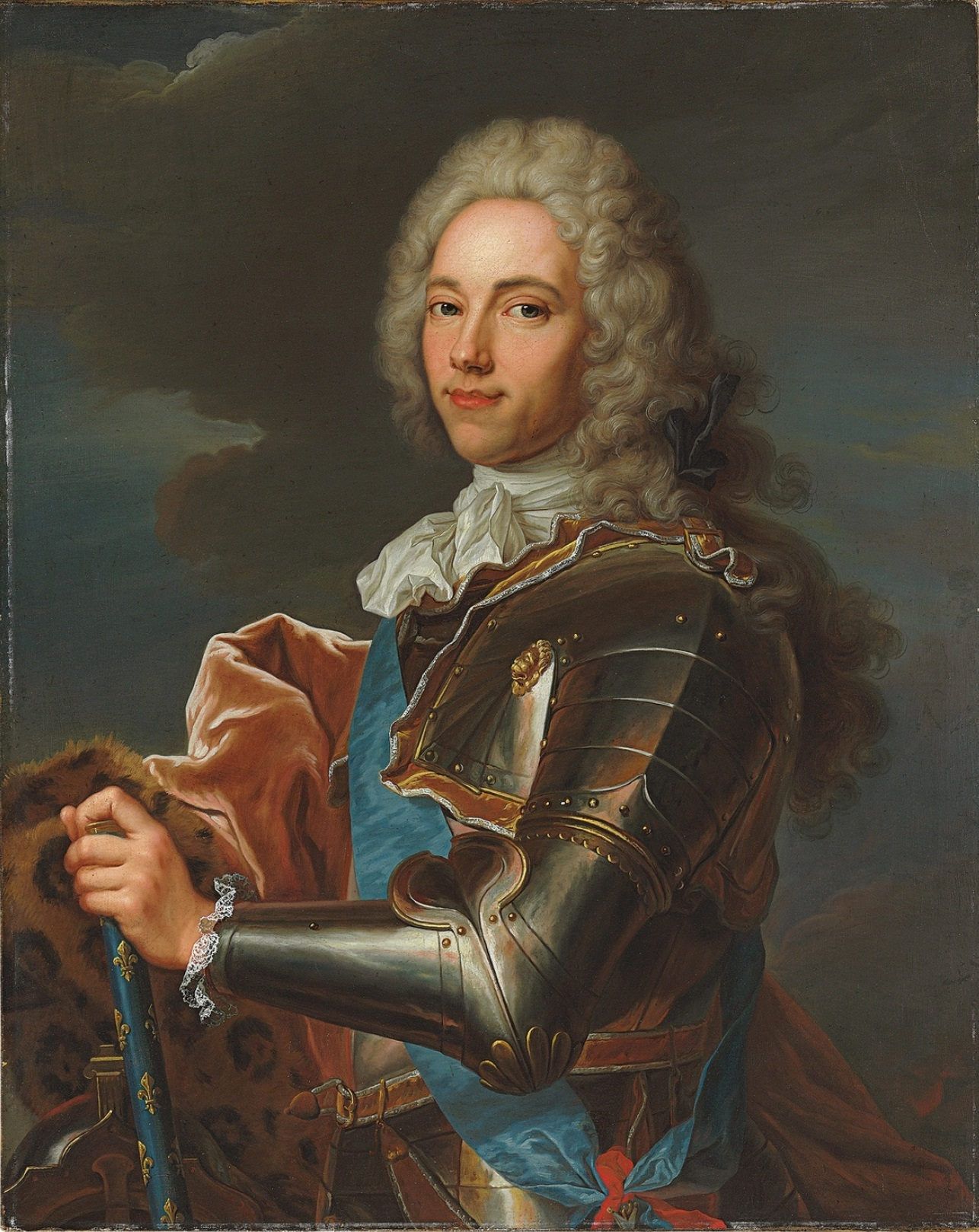
François-Marie de Broglie (1671–1745)

François-Marie de Broglie, 1. Herzog de Broglie (Aussprache des Namens wie französisch breuil) (* 11. Januar 1671 in Paris; † 22. Mai 1745) war ein französischer Feldherr, Marschall von Frankreich.

## Leben und Leistungen
François-Marie de Broglie war der Sohn von Marschall Victor-Maurice, comte de Broglie, aus dem Haus Broglie, und dessen Ehefrau Marie de Lamoignon (1645–1733).
Er nahm ab 1689 an allen Feldzügen in Deutschland, Italien und Flandern teil, wurde 1714 Gouverneur von Mont-Dauphin und Generaldirektor der Kavallerie und 1724 Bevollmächtigter zu London.
1731 zurückberufen, wurde er 1733 Villars’ Armee in Italien zugewiesen, über welche er 1734, zum Marschall ernannt, neben Marschall Coigny den Oberbefehl erhielt. Er erkämpfte mit diesem die Siege in der Schlacht bei Parma und der Schlacht bei Guastalla.
Nach dem Frieden erhielt er das Gouvernement im Elsass und kämpfte im österreichischen Erbfolgekrieg unter Charles Louis Auguste Fouquet de Belle-Isle, mit dem er am 26. November 1741 Prag einnahm, und dem er später im Oberkommando der böhmischen Armee folgte. 1742 wurde er zum 1. Herzog von Broglie erhoben.
Er fiel aber in Ungnade, weil er das geschwächte Heer gegen die Wünsche des Hofs über den Rhein zurückführte, und zog sich in seine kurz vorher von der Baronie Ferrières zum Herzogtum Broglie erhobenen Besitzungen zurück, wo er am 22. Mai 1745 starb. Erbe des Herzogstitels war sein Sohn Victor-François de Broglie.

## Familie
Am  18. Februar 1716 heiratete er in Saint-Malo Thérese Locquet de Granville (* 11. März 1692; † Mai 1763). Das Paar hatte folgende Kinder:
- Victor François  (Herzog von Broglie, ab 1759 Reichsfürst) (* 19. Oktober 1718; † 30. März 1804)

⚭ 2. Mai 1736 Marie Anne du Bois de Villiers (* 1720; † 13. Dezember 1751)
⚭ in Vaux de Cernay 11. April 1752 Louise Crozat Baroness de Thiers (* 25. Oktober 1733; † 8. Mai 1813)
- Charles Comte de Broglie, Marquis de Ruffec, (* 20. August 1719; † 16. August 1781) ⚭ 21. März 1759 Louise Augustine de Montmorency (* 3. Januar 1735; † 13. Januar 1817)
- François Comte de Revel (* 27. September 1720; † 6. November 1757) ⚭ 4. September 1752 Anastasie Jeanne Thérese Savalette (* 1732; † 19. November 1758)
- Charles Bischof von Noyon, ab 1757 Kardinal (* 18. November 1733; † 20. September 1777)
- Marie Charlotte Therese (* 20. Februar 1726) starb jung
- Marie Thérèse, (* 11. Mai 1732; † 9. Mai 1819)  ⚭ 13. Dezember 1751 Charles Comte de Lameth (* 20. Oktober 1723; † 12. Mai 1761)

## Ehrungen
Nach François-Marie de Broglie ist die Place Broglie (Broglieplatz) in Straßburg benannt.